# Alcithoe knoxi
Alcithoe knoxi es una especie de molusco gasterópodo de la familia Volutidae en el orden de los Neogastropoda.

## Distribución geográfica
Se encuentra en Nueva Zelanda.

## Hábitat
Vive en aguas profundas.